# Narwana
Narwana é uma cidade  no distrito de Jind, no estado indiano de Haryana.

## Geografia
Narwana está localizada a 29° 37′ N, 76° 07′ L. Tem uma altitude média de 214 metros (702 pés).

## Demografia
Segundo o censo de 2001, Narwana tinha uma população de 50 659 habitantes. Os indivíduos do sexo masculino constituem 54% da população e os do sexo feminino 46%. Narwana tem uma taxa de literacia de 63%, superior à média nacional de 59,5%: a literacia no sexo masculino é de 70% e no sexo feminino é de 54%. Em Narwana, 14% da população está abaixo dos 6 anos de idade.